# ساشا مركيتش
ساشا مركيتش (بالصربية: Саша Мркић)‏ هو لاعب كرة قدم ومدرب كرة قدم صربي في مركز الدفاع، ولد في 16 ديسمبر 1967 في بريشتينا في صربيا. لعب مع رادنيتشكي نيش وسسكا صوفيا ونادي أوبليتش ونادي بريشتينا.

## وصلات خارجية
- ساشا مركيتش على موقع قاعدة بيانات كرة القدم.إي يو (الإنجليزية)
- ساشا مركيتش على موقع Soccerbase.com (لاعب) (الإنجليزية)
- ساشا مركيتش على موقع Soccerway.com (الإنجليزية)
- ساشا مركيتش على موقع عالم كرة القدم.نت (الإنجليزية)